# Desná, Jablonec nad Nisou
Desná là một thị trấn thuộc huyện Jablonec nad Nisou, vùng Liberecký, Cộng hòa Séc.